# Стефаниди, Екатерини
Екатери́ни Стефани́ди (греч. Αικατερίνη (Κατερίνα) Στεφανίδη, род. 4 февраля 1990, Афины) — греческая прыгунья с шестом, олимпийская чемпионка 2016, чемпионка мира 2017, двукратная чемпионка Европы (2016, 2018), призёр чемпионатов мира и Европы. Четырёхкратная чемпионка Греции (2015—2017, 2019). Обладательница двух национальных рекордов Греции.

## Биография
Родилась 4 февраля 1990 года в Афинах, Греция. Родители — Георгиос Стефанидис и Зои Варели. Екатерини окончила среднюю школу Паллини.
Дебютировала на международных соревнованиях в 2005 году на чемпионате мира среди юношей, где одержала победу с рекордом соревнований. В 2008 году она получила спортивную стипендию в Стэнфордском университете. Позже получила степень магистра в области когнитивной психологии в университете штата Аризона.
В 2016 году Екатерини завоевала три медали — бронзу чемпионата мира в помещении в Портленде, золото чемпионата Европы в Амстердаме и золото Олимпиады в Рио.
В 2017 году она победила на чемпионате Европы в помещении в Белграде и чемпионате мира в Лондоне, а также была признана лучшей легкоатлеткой года.
В Катаре, на предолимпийском чемпионате мира, в сентябре 2019 года, Екатерини финишировала на третьем месте в прыжках с шестом и завоевала бронзовую медаль. Она прыгнула на 4,85 м, но уступила победительнице российской легкоатлетке, выступающей под нейтральным флагом Анжелике Сидоровой.
В Риме в начале лета 2024 года, на чемпионате Европы, с результатом 4.73 метра выиграла серебряную медаль. 

## Основные результаты
| Год  | Соревнования                    | Место проведения          | Место    | Результат   |
| ---- | ------------------------------- | ------------------------- | -------- | ----------- |
| 2005 | Чемпионат мира среди юношей     | Марракеш, Марокко         | 1        | 4,30 м (CR) |
| 2007 | Чемпионат мира среди юношей     | Острава, Чехия            | 2        | 4,25 м (SB) |
| 2008 | Чемпионат мира среди юниоров    | Быдгощ, Польша            | 3        | 4,25 м (SB) |
| 2011 | Чемпионат Европы среди молодёжи | Острава, Чехия            | 2        | 4,45 м (PB) |
| 2011 | Летняя Универсиада              | Шэньчжэнь, Китай          | 3        | 4,45 м      |
| 2012 | Чемпионат Европы                | Хельсинки, Финляндия      | 12       | NM          |
| 2012 | Летние Олимпийские игры         | Лондон, Великобритания    | 24 (кв.) | 4,25 м      |
| 2013 | Чемпионат Европы в помещении    | Гётеборг, Швеция          | 13 (кв.) | 4,36 м      |
| 2014 | Чемпионат Европы                | Цюрих, Швейцария          | 2        | 4,60 м      |
| 2015 | Чемпионат Европы в помещении    | Прага, Чехия              | 2        | 4,75 м      |
| 2015 | Чемпионат мира                  | Пекин, Китай              | 15 (кв.) | 4,45 м      |
| 2016 | Чемпионат мира в помещении      | Портленд, США             | 3        | 4,80 м      |
| 2016 | Чемпионат Европы                | Амстердам, Нидерланды     | 1        | 4,81 м      |
| 2016 | Летние Олимпийские игры         | Рио-де-Жанейро, Бразилия  | 1        | 4,85 м      |
| 2017 | Чемпионат Европы в помещении    | Белград, Сербия           | 1        | 4,85 м      |
| 2017 | Командный чемпионат Европы      | Лилль, Франция            | 1        | 4,70 м      |
| 2017 | Чемпионат мира                  | Лондон, Великобритания    | 1        | 4,91 м (NR) |
| 2018 | Чемпионат мира в помещении      | Бирмингем, Великобритания | 3        | 4,80 м      |
| 2018 | Чемпионат Европы                | Берлин, Германия          | 1        | 4,85 м      |
| 2019 | Чемпионат Европы в помещении    | Глазго, Великобритания    | 4        | 4,65 м      |
| 2019 | Чемпионат мира                  | Доха, Катар               | 3        | 4,85 м      |
| 2021 | Летние Олимпийские игры         | Токио, Япония             | 4        | 4,80 м      |
| 2022 | Чемпионат мира                  | Юджин, США                | 5        | 4,70 м      |
| 2022 | Чемпионат Европы                | Мюнхен, Германия          | 2        | 4,75 м      |
| 2023 | Чемпионат Европы в помещении    | Стамбул, Турция           | 4        | 4,60 м      |
| 2023 | Чемпионат мира                  | Будапешт, Венгрия         | (кв.)    | NM          |